# Andrés Arauz
Andrés Arauz Galarza (Quito, 6 febbraio 1985) è un politico ed economista ecuadoriano.

## Biografia
Dal 2015 al 2017 è stato Ministro durante la presidenza di Rafael Correa. È stato anche ministro ad interim della cultura nel marzo e nell'aprile 2017 in seguito alle dimissioni di Raúl Vallejo.
Nel mese di agosto del 2020 ha annunciato la sua candidatura alle elezioni presidenziali del 2021.
Al primo turno delle elezioni, arriva primo con il 32,7%, pari a oltre tre milioni di voti assoluti. Al secondo turno si ferma al 47,6% (4,2 milioni di voti) e viene battuto da Guillermo Lasso, il quale è quindi eletto presidente.